# Elecciones presidenciales de Estados Unidos de 1820
Las elecciones presidenciales de los Estados Unidos de 1820 tuvieron lugar entre el miércoles 1 de noviembre y el miércoles 6 de diciembre del mencionado año, siendo la novena elección presidencial cuadrienal tras la independencia del país, y la séptima del Primer Sistema de Partidos, que comenzó su proceso de declive en esta elección. El Colegio Electoral a cargo de elegir al presidente y al vicepresidente estaba compuesto entonces por 232 electores, necesitándose 117 para ganar la elección.
Estos comicios se desarrollaron durante el apogeo de la Era de los Buenos Sentimientos (1815-1825), período inmediatamente posterior a la Guerra de 1812, que vio al opositor Partido Federalista (sin una presencia clara fuera de la región de Nueva Inglaterra desde 1800) colapsar definitivamente como partido nacional ante la absoluta hegemonía del Partido Demócrata-Republicano. Si bien los federalistas presentaron algunas candidaturas a electores, no tuvieron la cohesión de presentar una candidatura formal, y el presidente James Monroe obtuvo su reelección esencialmente sin oposición, con el 80.61% del voto popular y 228 de los 232 electores, triunfando en todo el país. Las candidaturas federalistas sin fórmula lograron la segunda minoría de votos con el 16.19% y se impusieron en el estado de Massachusetts, pero de todas formas los electores del estado votaron por Monroe. Sectores minoritarios de los demócratas-republicanos postularon a DeWitt Clinton, que obtuvo solo el 1.75% del voto popular y ningún elector.

## Antecedentes
A pesar de la continuación de la política de un solo partido (conocida en este caso como la Era de los Buenos Sentimientos), surgieron serios problemas durante las elecciones de 1820. La nación había sufrido una depresión generalizada tras el pánico de 1819 y un desacuerdo trascendental sobre la extensión de la esclavitud a los territorios estaban tomando el centro del escenario. Sin embargo, James Monroe no se enfrentó a ningún partido o candidato de la oposición en su intento de reelección, aunque no recibió todos los votos electorales. Massachusetts tenía derecho a 22 votos electorales cuatro años antes, pero emitió solo 15 en 1820. La disminución fue provocada por el Compromiso de Misuri de 1820, que convirtió a la región de Maine, una parte larga de Massachusetts, en un estado libre para equilibrar la admisión pendiente del "estado esclavo" Misuri.
Pensilvania, Tennessee y Misisipi emitieron cada uno un voto electoral menos del que tenían derecho, debido a que un elector de cada estado murió antes de la reunión electoral. Esto explica la anomalía de que Misisipi emitiera solo dos votos, cuando cualquier estado siempre tiene derecho a un mínimo de tres. Misisipi, Illinois, Alabama y Misuri participaron en su primera elección presidencial en 1820, Misuri con controversia, ya que aún no era oficialmente un estado. Ningún nuevo estado participaría en las elecciones presidenciales estadounidenses hasta 1836, después de la admisión a la Unión de Arkansas en 1836 y Míchigan en 1837 (después de la votación principal, pero antes del recuento de la votación electoral en el Congreso).

## Candidaturas

### Partido Demócrata-Republicano
|                                              |                                                  |
| James Monroe                                 | Daniel D. Tompkins                               |
| para presidente                              | para vicepresidente                              |
|                                              |                                                  |
| Presidente de los Estados Unidos (1817-1821) | Vicepresidente de los Estados Unidos (1817-1821) |

Dado que la reelección del presidente Monroe nunca estuvo en duda, pocos demócratas-republicanos se molestaron en asistir al comité de nominaciones en abril de 1820. Solo asistieron 40 delegados, con pocos o ningún delegado de los grandes estados de Virginia, Pensilvania, Carolina del Norte, Massachusetts y Nueva Jersey. En lugar de nombrar al presidente con solo un puñado de votos, el comité declinó hacer una nominación formal. Richard M. Johnson ofreció la siguiente resolución: "No es conveniente, en este momento, proceder a la nominación de personas para los cargos de Presidente y Vicepresidente de los Estados Unidos". Después del debate, la resolución fue adoptada por unanimidad, y se levantó la sesión. El presidente Monroe y el vicepresidente Daniel D. Tompkins se convirtieron en candidatos de facto para la reelección. En el período previo al caucus, Tompkins hizo otra carrera para su antiguo puesto de gobernador de Nueva York , lo que llevó a posibles reemplazos que se discutieron informalmente entre los líderes del partido. El asunto finalmente se volvió discutible cuando Tompkins perdió las elecciones poco antes de que se llevara a cabo el comité de nominaciones, y aunque algunos dentro del partido quedaron insatisfechos con el desempeño de Tompkins como Vicepresidente, el papel no se consideró lo suficientemente importante como para que valiera la pena un proceso de nominación formal después de Se confirmó su capacidad para continuar en la oficina.

## Sistema electoral por estado
| Estado | Sistema electoral |
| --- | --- |
| Delaware Georgia Indiana Luisiana Misuri Nueva York Carolina del Sur Vermont                                | Electores designados por la legislatura estatal.                                                                                          |
| Connecticut Misisipi Nuevo Hampshire Nueva Jersey Carolina del Norte Ohio Pensilvania Rhode Island Virginia | Lista completa. Los electores son elegidos por todos los votantes del estado.                                                             |
| Illinois Kentucky Maryland Tennessee                                                                        | El estado se divide en distritos electorales, con un elector elegido por distrito por los votantes de ese distrito.                       |
| Maine Massachusetts                                                                                         | Dos electores elegidos por los votantes de todo el estado y un elector elegido por distrito del Congreso por los votantes de ese distrito |

## Resultados

### Disputas y controversias
Efectivamente no hubo campaña, ya que no hubo una oposición seria a Monroe y Tompkins. El 9 de marzo de 1820, el Congreso aprobó una ley que ordena a Misuri celebrar una convención para formar una constitución y un gobierno estatal. Esta ley establece que "dicho estado, cuando se forme, será admitido en la Unión, en igualdad de condiciones con los estados originales, en todos los aspectos". Sin embargo, cuando el Congreso se volvió a reunir en noviembre de 1820, la admisión de Misuri se convirtió en un tema de controversia. Los defensores afirmaron que Misuri había cumplido las condiciones de la ley y, por lo tanto, era un estado; los detractores sostuvieron que ciertas disposiciones de la Constitución de Misuri violaban la Constitución de los Estados Unidos.
Para cuando el Congreso debía reunirse para contar los votos electorales de la elección, esta disputa había durado más de dos meses. El conteo planteó un problema cosquilleante: si el Congreso contara los votos de Misuri, eso contaría como reconocimiento de que Misuri era un estado. Por otro lado, si el Congreso no contara el voto de Misuri, sería un reconocimiento de que Misuri no era un estado. Sabiendo de antemano que Monroe había ganado en un deslizamiento de tierra y que, por lo tanto, los votos de Misuri no harían ninguna diferencia en el resultado final, el Senado aprobó una resolución el 13 de febrero de 1821 que establece que si se realizara una protesta, no se consideraría importante a menos que el voto de Misuri fuera influyente en quién se convertiría en presidente. En cambio, el presidente del Senado anunciaría la cuenta final dos veces, una incluyendo los votos de Misuri y otra sin incluirlos.
Al día siguiente, esta resolución se introdujo en toda la Cámara. Después de un animado debate, se aprobó. No obstante, durante el recuento de los votos electorales el 14 de febrero de 1821, el representante Arthur Livermore de Nuevo Hampshire planteó una objeción a los votos de Misuri. Argumentó que, dado que Misuri aún no se había convertido oficialmente en un estado, no tenía derecho a emitir ningún voto electoral. Inmediatamente, el representante John Floyd de Virginia argumentó que los votos de Misuri deben ser contados. Se produjo el caos, y el orden se restableció solo con el recuento de los votos según la resolución y luego la suspensión del día.

### Voto popular

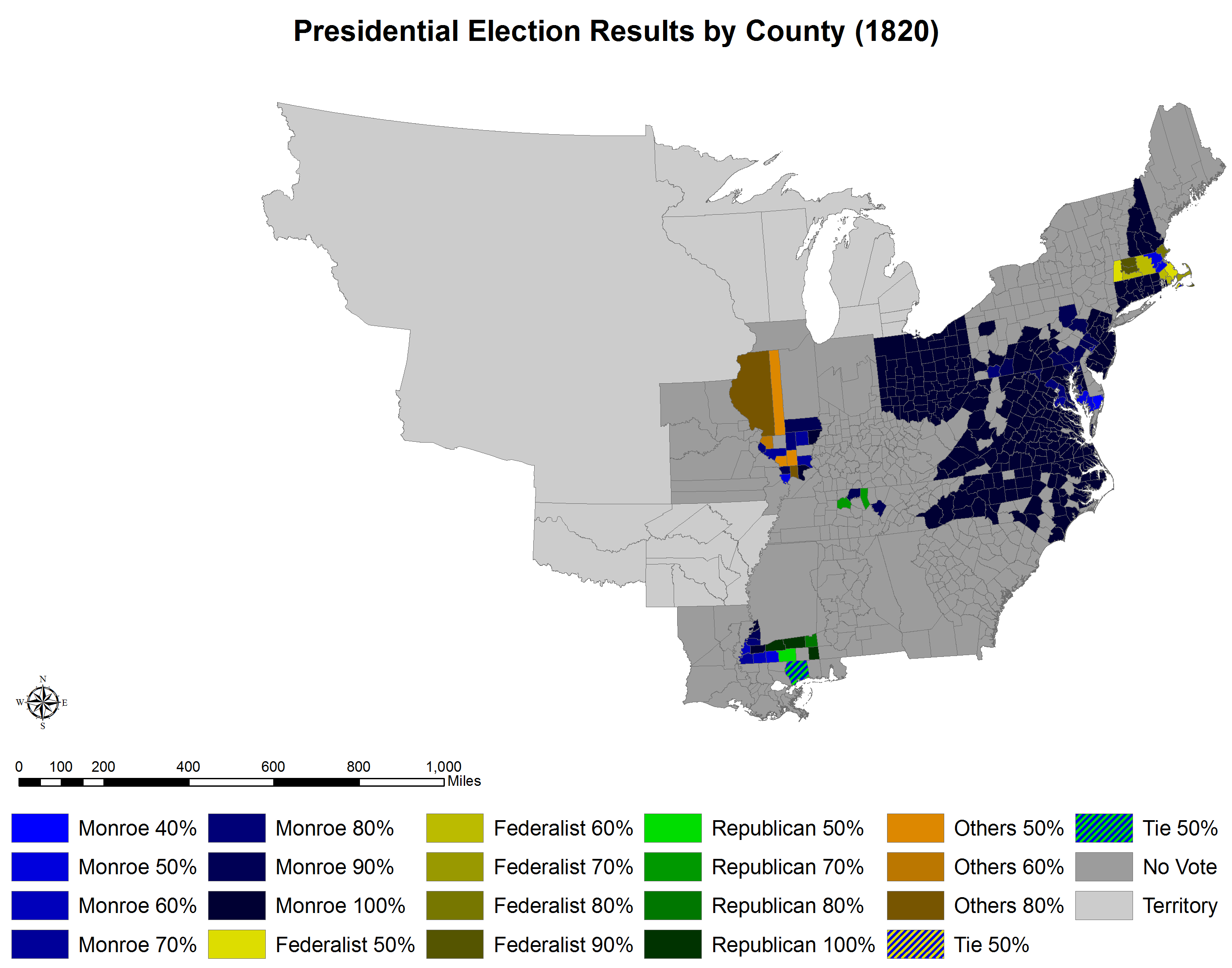
Los resultados por condado indican explícitamente el porcentaje del candidato ganador en cada condado. Los tonos de azul son para Monroe (demócrata-republicano), los tonos de amarillo son para el Partido Federalista, que no presentó candidato, los tonos de verde son para candidatos demócratas-republicanos alternativos, y los tonos de rojos son para los candidatos a electores no comprometidos.

Los federalistas recibieron una pequeña cantidad del voto popular a pesar de no tener candidatos electorales. Incluso en Massachusetts, donde la lista de electores federalista salió victoriosa, los electores emitieron todos sus votos por Monroe. Esta fue la primera elección en la que los republicanos demócratas ganaron en Connecticut y Delaware.
|  | 80.61 % |

|  | 16.19 % |

|  | 1.75 % |

|  | 1.53 % |

|  | 100.00 % |

### Voto electoral
El único voto electoral contra Monroe provino de William Plumer, elector por Nuevo Hampshire que a su vez había ejercido como senador y gobernador del mismo estado. Plumer emitió su voto electoral por el Secretario de Estado John Quincy Adams. Si bien existe una leyenda al respecto que dice que votó contra Monroe con el único propósito de que su reelección no fuera unánime y así George Washington (padre fundador y primer presidente de los Estados Unidos) conservaría la distinción de ser el único mandatario estadounidense elegido sin oposición alguna, en realidad esto no es cierto y de hecho Plumer justificó su voto afirmando que consideraba a Monroe un "presidente mediocre", viendo a Adams como una mejor alternativa. Plumer también se negó a votar por Tompkins como vicepresidente como "extremadamente intemperante", no teniendo "ese peso de carácter que requiere su cargo" y denunció que había descuidado gravemente su deber en su "único" papel oficial como presidente del Senado, habiendo estado ausente en tres cuartas partes de las sesiones. Plumer votó por el federalista Richard Bush en su lugar.
A pesar de que todos los miembros del Colegio Electoral se comprometieron con Monroe, todavía había un puñado de electores federalistas que votaron por un vicepresidente federalista en lugar de su compañero de fórmula Daniel D. Tompkins. Los votos para Richard Stockton vinieron de Massachusetts. Toda la delegación de Delaware votó por Daniel Rodney para Vicepresidente. Finalmente, el voto vicepresidencial de Robert Goodloe Harper fue emitido por un elector de su estado natal de Maryland. Estas rupturas en las filas no fueron suficientes para negarle a Tompkins una victoria electoral sustancial.
El resultado porcentual de Monroe en el Colegio Electoral no ha vuelto a ser superado por ningún candidato más reciente, siendo su más cercana competencia Franklin D. Roosevelt al ser reelecto en 1936. Washington, que ganó el voto de cada elector presidencial en las elecciones presidenciales de 1789 y 1792, es el único caso donde se puede afirmar unanimidad. Las campañas de Washington tuvieron lugar antes de la ratificación en 1804 de la Duodécima Enmienda, que instituyó el sistema actual en el que cada miembro del Colegio Electoral emite un voto para presidente y un voto para vicepresidente. Según el sistema original, cada elector debía emitir dos votos, sin distinción entre los votos electorales para presidente y los votos electorales para vicepresidente. Por lo tanto, en sus dos campañas, Washington ganó el número máximo de votos electorales que un mismo individuo podía recibir bajo ese sistema, pero solo la mitad del total de votos que se emitieron.